# Disney Channel Games
Disney Channel Games is een programma van Disney Channel, waarin acteurs uit verschillende programma's van het station spellen tegen elkaar spelen. Het wordt in de zomer uitgezonden in wekelijkse afleveringen. Er zijn drie seizoenen geweest, het eerste in 2006 en het laatste in 2008.
- Disney Channel Games 2006
- Disney Channel Games 2007
- Disney Channel Games 2008